# Józef Wolski (1903–1942)
Józef Wolski, ps. „Jacek Wolski” (ur. 28 lutego 1903 w Hordyjówce na Wołyniu, zm. 27/28 maja 1942) – kapitan piechoty Wojska Polskiego.

## Życiorys
Jako ochotnik wziął udział w wojnie polsko-bolszewickiej w 1920 roku, został ranny nad Wkrą. W 1925 roku wstąpił do Wojska Polskiego. Prymus Szkoły Podchorążych dla Podoficerów w Bydgoszczy. 15 sierpnia 1930 prezydent RP Ignacy Mościcki mianował go podporucznikiem ze starszeństwem z 15 sierpnia 1930 i 2. lokatą w korpusie oficerów piechoty, a minister spraw wojskowych wcielił do 32 pułku piechoty w Modlinie. Ukończył psychologię na Uniwersytecie Jana Kazimierza we Lwowie. Na stopień kapitana awansował ze starszeństwem z 19 marca 1938 i 215. lokatą w korpusie oficerów piechoty. W 1938 został przeniesiony do Korpusu Ochrony Pogranicza i przydzielony do batalionu fortecznego KOP „Małyńsk”. W marcu 1939 pełnił służbę w tym batalionie na stanowisku dowódcy plutonu 1. kompanii. Zaś w sierpniu 1939 został przeniesiony do batalionu fortecznego „Mikołów”.
Wziął udział w kampanii wrześniowej będąc w składzie Armii „Kraków”, został dwukrotnie ranny pod Opatowem i Biłgorajem. W konspiracji od października 1939 roku, był dowódcą kadry organizowanego w Pruszkowie pułku Tajnej Armii Polskiej. Od września 1941 był oficerem organizacji dywersyjno-sabotażowej Wachlarz Związku Walki Zbrojnej. Organizował struktury podziemne Odcinka I (Galicji Wschodniej i Ukrainy Południowej) na Zamojszczyźnie, w Przemyskiem oraz we Lwowie. 
Został aresztowany na przełomie września i października 1941 roku, osadzony na Pawiaku. Przeszedł kilkakrotne przesłuchania na Al. Szucha w Warszawie. Zginął rozstrzelany w Lesie Sękocińskim w nocy z 27 na 28 maja 1942.

## Ordery i odznaczenia
- Srebrny Krzyż Zasługi[3]